# Leichtathletik-Halleneuropameisterschaften 2017/Teilnehmer (Ungarn)
| Gelbes Symbol für Goldmedaillen mit stilisierten Olympischen Ringen | Graues Symbol für Silbermedaillen mit stilisierten Olympischen Ringen | Braundes Symbol für Bronzemedaillen mit stilisierten Olympischen Ringen |
| ------------------------------------------------------------------- | --------------------------------------------------------------------- | ----------------------------------------------------------------------- |
| 1                                                                   | —                                                                     | 1                                                                       |

Aus Ungarn nahmen acht Athletinnen und sieben Athleten bei den Leichtathletik-Halleneuropameisterschaften 2017 in Belgrad teil, die zwei Medaillen (1 × Gold und 1 × Bronze) errangen sowie eine Weltjahresbestleistung aufstellten.
Am 21. Februar 2017 hatte der ungarische Leichtathletikverband Magyar Atlétikai Szövetség (MASZ) die Namen der insgesamt 15 Nominierten bekannt gegeben von denen Valdó Szűcs (60 m Hürden) später aufgrund einer Verletzung nicht antreten konnte.
Zum Zeitpunkt der Bekanntgabe war noch abzuwarten, ob Klaudia Sorok (60 m Hürden) und Gergő Kiss (800 m) bei den bevorstehenden nationalen Junioren-Hallenmeisterschaften noch die Norm erfüllen würden, was jedoch nicht geschah. Fanni Schmelcz, auch für die 60 Meter nominiert, ging nur im Weitsprung an den Start.

## Ergebnisse

### Frauen

#### Laufdisziplinen
| Athletin          | Disziplin   | Vorlauf     | Vorlauf | Halbfinale         | Halbfinale         | Finale             | Finale             |
| Athletin          | Disziplin   | Zeit        | Platz   | Zeit               | Platz              | Zeit               | Platz              |
| ----------------- | ----------- | ----------- | ------- | ------------------ | ------------------ | ------------------ | ------------------ |
| Anasztázia Nguyen | 60 m        | 7,53 s      | 32      | nicht qualifiziert | nicht qualifiziert | nicht qualifiziert | nicht qualifiziert |
| Bianka Kéri       | 800 m       | 2:07,71 min | 19      | nicht qualifiziert | nicht qualifiziert | nicht qualifiziert | nicht qualifiziert |
| Gréta Kerekes     | 60 m Hürden | 8,24 s SB   | 16      | 8,23 s SB          | 12                 | nicht qualifiziert | nicht qualifiziert |
| Luca Kozák        | 60 m Hürden | 8,14 s PB   | 1       | 8,27 s             | 13                 | nicht qualifiziert | nicht qualifiziert |

#### Sprung/Wurf
| Athletin       | Disziplin   | Qualifikation | Qualifikation | Finale             | Finale             |
| Athletin       | Disziplin   | Weite         | Platz         | Weite              | Platz              |
| -------------- | ----------- | ------------- | ------------- | ------------------ | ------------------ |
| Fanni Schmelcz | Weitsprung  | 6,05 m        | 15            | nicht qualifiziert | nicht qualifiziert |
| Anita Márton   | Kugelstoßen | 18,44 m       | 1             | 19,28 m WL         | Gold               |

#### Fünfkampf
| Athletin                 | Disziplin | 60 m Hürden | Hochsprung | Kugelstoßen | Weitsprung | 800 m          | Punkte  | Platz  |
| ------------------------ | --------- | ----------- | ---------- | ----------- | ---------- | -------------- | ------- | ------ |
| Xénia Krizsán            | Ergebnis  | 8,30 s PB   | 1,81 m PB  | 14,24 m     | 6,09 m     | 2:15,08 min PB | 4631 PB | 4      |
| Xénia Krizsán            | Punkte    | 1061        | 991        | 810         | 877        | 892            | 4631 PB | 4      |
| Györgyi Zsivoczky-Farkas | Ergebnis  | 8,47 s SB   | 1,81 m SB  | 14,95 m PB  | 6,38 m PB  | 2:15,86 min    | 4723 PB | Bronze |
| Györgyi Zsivoczky-Farkas | Punkte    | 1024        | 991        | 858         | 969        | 881            | 4723 PB | Bronze |

### Männer

#### Laufdisziplinen
| Athlet         | Disziplin   | Vorlauf               | Vorlauf               | Halbfinale         | Halbfinale         | Finale             | Finale             |
| Athlet         | Disziplin   | Zeit                  | Platz                 | Zeit               | Platz              | Zeit               | Platz              |
| -------------- | ----------- | --------------------- | --------------------- | ------------------ | ------------------ | ------------------ | ------------------ |
| János Sipos    | 60 m        | 6,77 s                | 15                    | nicht qualifiziert | nicht qualifiziert | nicht qualifiziert | nicht qualifiziert |
| Balázs Vindics | 800 m       | 1:49,18 min           | 10                    | nicht qualifiziert | nicht qualifiziert | nicht qualifiziert | nicht qualifiziert |
| Tamás Kazi     | 1500 m      | 3:47,64 min           | 10                    | –––                | –––                | nicht qualifiziert | nicht qualifiziert |
| Balázs Baji    | 60 m Hürden | DQ (Fehlstart R162.7) | DQ (Fehlstart R162.7) | –––                | –––                | nicht qualifiziert | nicht qualifiziert |
| Valdó Szűcs    | 60 m Hürden | DNS                   | –                     | –––                | –––                | nicht qualifiziert | nicht qualifiziert |

#### Sprung/Wurf
| Athlet          | Disziplin  | Qualifikation | Qualifikation | Finale             | Finale             |
| Athlet          | Disziplin  | Höhe/Weite    | Platz         | Höhe/Weite         | Platz              |
| --------------- | ---------- | ------------- | ------------- | ------------------ | ------------------ |
| Péter Bakosi    | Hochsprung | 2,10 m        | 17            | nicht qualifiziert | nicht qualifiziert |
| István Virovecz | Weitsprung | 7,59 m        | 14            | nicht qualifiziert | nicht qualifiziert |